# Gardiner (Montana)
Gardiner es un lugar designado por el censo ubicado en el condado de Park en el estado estadounidense de Montana. En el Censo de 2010 tenía una población de 875 habitantes y una densidad poblacional de 57,49 personas por km².

## Geografía
Gardiner se encuentra ubicado en las coordenadas 45°3′9″N 110°44′16″O / 45.05250, -110.73778. Según la Oficina del Censo de los Estados Unidos, Gardiner tiene una superficie total de 15.22 km², de la cual 14.95 km² corresponden a tierra firme y (1.75%) 0.27 km² es agua.

## Demografía
Según el censo de 2010, había 875 personas residiendo en Gardiner. La densidad de población era de 57,49 hab./km². De los 875 habitantes, Gardiner estaba compuesto por el 97.6% blancos, el 0.11% eran afroamericanos, el 0.91% eran amerindios, el 0.46% eran asiáticos, el 0% eran isleños del Pacífico, el 0.23% eran de otras razas y el 0.69% pertenecían a dos o más razas. Del total de la población el 1.14% eran hispanos o latinos de cualquier raza.